# Manat Turkmenistan
Manat là đơn vị tiền tệ của Turkmenistan. Đơn vị tiền tệ này được đưa vào lưu thông ngày 1 tháng 11 năm 1993 để thay thế cho rúp Nga với tỷ giá 1 manat = 500 rúp. Mã ISO 4217 của manat là TMM, và manat được chia thành 100 tenge. Người ta cũng sử dụng ký hiệu m làm chữ viết tắt (ví dụ 25.000 m).
Vào ngày 1 tháng 1 năm 2009, đồng manat mới được lưu hành với mã ISO 4217 là TMT, với tỉ giá 5000 đồng manat cũ đổi được 1 đồng manat mới.